# سیدی عبدالرحمن (مصر)

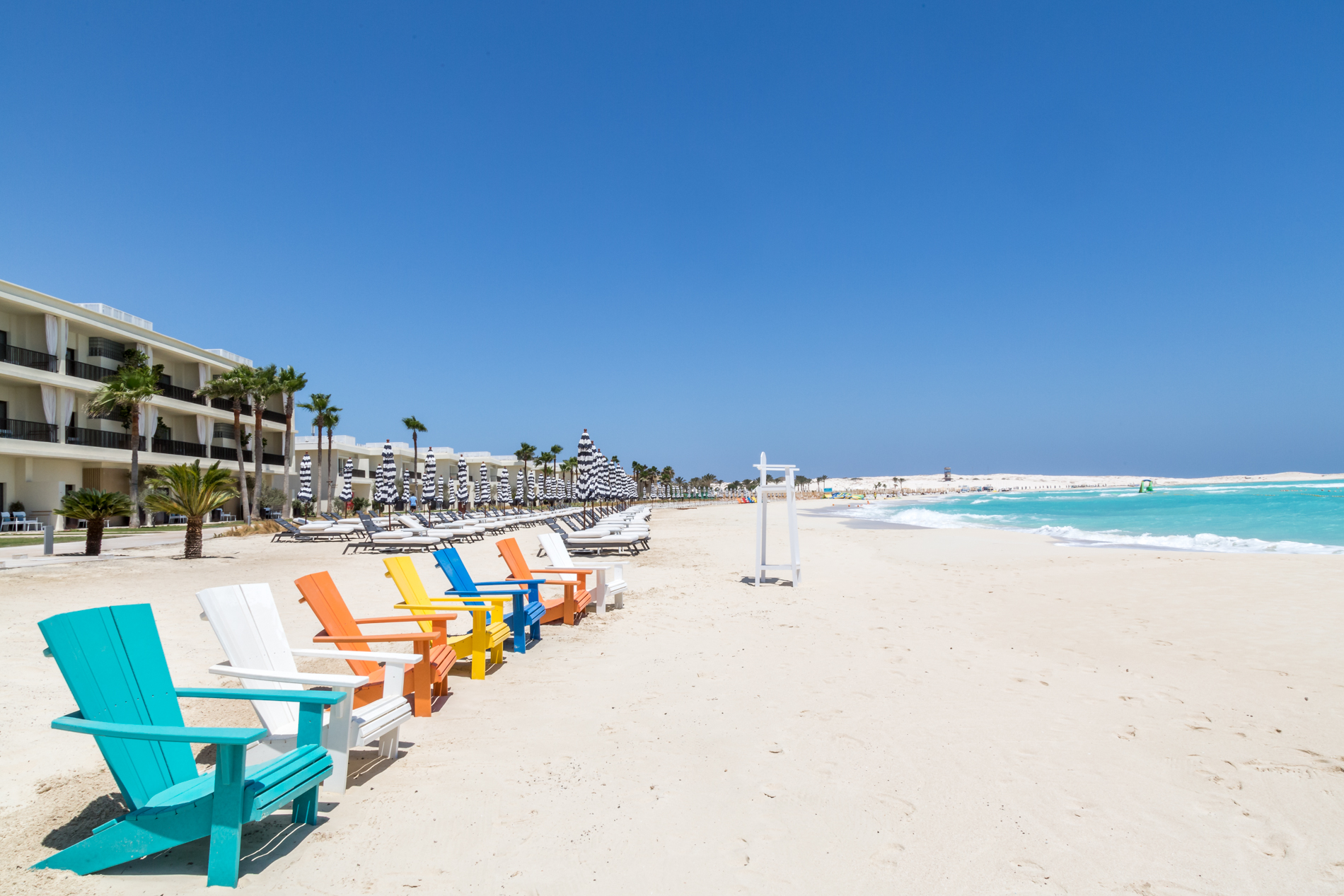
منطقه سیدی عبد الرحمن

سیدی عبد الرحمن (به عربی: سیدی عبد الرحمن) یک منطقهٔ مسکونی در مصر است که در استان مطروح واقع شده‌است.